# Reales Fuerzas Armadas de Tailandia

Las Reales Fuerzas Armadas de Tailandia (en tailandés: กองทัพ ไทย, Kxngthạph thịy) es el nombre que reciben las fuerzas armadas de Tailandia, compuestas por: 
- el Real Ejército Tailandés (กองทัพบกไทย),
- la Real Armada Tailandesa (กองทัพเรือไทย, ราชนาวีไทย),
  - la Real Infantería de Marina de Tailandia (นาวิกโยธินไทย), y
- la Real Fuerza Aérea de Tailandia (กองทัพอากาศไทย),
- además de las fuerzas paramilitares.

Creadas en 1852, las Reales Fuerzas Armadas de Tailandia nacieron por encargo del Rey Mongkut, quien vio la necesidad de una fuerza militar entrenada al estilo europeo en orden de poder resistir cualquier intento occidental de colonización. Para 1887 durante el reinado del Rey Chulalongkorn se estableció en el Departamento de Kalahom un comando militar permanente. De todas maneras la oficina en Kalahom y las fuerzas de Siam han existido desde los días del Reino de Sukhothai en el siglo XIII. De hecho la historia de los Reyes de Siam está llena de historias de conquistas militares. 
Desde 1932, cuando la milicia, con ayuda de civiles, decidió terminar con el sistema de Monarquía absoluta y crear una sistema constitucional, las fuerzas armadas han controlado las políticas tailandesas, nombrando varios Primeros Ministros y llevando a cabo muchos golpes de Estado, el más reciente en 2014.

El Día de las Fuerzas Armadas se celebra el 25 de enero, para conmemorar la victoria del rey de Ayutthaya, Naresuan, sobre los birmanos y camboyanos en 1592.
La edad mínima para incorporarse a las fuerzas armadas es de 18 años, mientras que para el reclutamiento asciende a 21 años. Desde 2004, hay unos 11 millones de hombres en Tailandia en edad militar. En 2000, Tailandia gastó 1,775 mil millones de dólares en sus ejércitos, lo que constituyó en 2003 el 1,8% del PIB.